# Отрадинский сельсовет
Отрадинский сельсовет — муниципальное образование в Куюргазинском районе Башкортостана.
Административный центр — село Старая Отрада.

## История
Согласно Закону о границах, статусе и административных центрах муниципальных образований в Республике Башкортостан имеет статус сельского поселения.
Закон Республики Башкортостан от 19.11.2008 г. № 49-З «Об изменениях в административно-территориальном устройстве Республики Башкортостан в связи с объединением отдельных сельсоветов и передачей населённых пунктов» гласит:

 "Внести следующие изменения в административно-территориальное устройство Республики Башкортостан:
32)по Куюргазинскому району:

б) изменить границы Мурапталовского и Отрадинского сельсоветов согласно представленной схематической карте, передав деревню Аксарово Отрадинского сельсовета в состав Мурапталовского сельсовета;

## Население
| 2002  | 2009  | 2010  | 2012  | 2013  | 2014  | 2015  |
| ----- | ----- | ----- | ----- | ----- | ----- | ----- |
| 1250  | ↘1203 | ↘1184 | ↘1180 | ↘1159 | ↗1160 | ↘1127 |
| 2016  | 2017  | 2018  |       |       |       |       |
| ↘1097 | ↘1087 | ↘1077 |       |       |       |       |

## Состав сельского поселения
| № | Населённый пункт | Тип населённого пункта       | Население |
| - | ---------------- | ---------------------------- | --------- |
| 1 | Старая Отрада    | село, административный центр | ↘529      |
| 2 | Ямангулово       | деревня                      | ↘237      |
| 3 | Новая Уралка     | деревня                      | ↗232      |
| 4 | Новая Отрада     | деревня                      | ↗129      |
| 5 | Савельевка       | деревня                      | ↘40       |
| 6 | Ольховка         | хутор                        | ↘16       |
| 7 | Самарцево        | деревня                      | →1        |

## Известные уроженцы
- Байбулатов, Раиль Фатхисламович (2 июня 1937 — 22 июля 2002) — башкирский писатель, член Союза писателей Башкирской АССР (1984), заслуженный работник культуры Башкирской АССР (1988), заслуженный работник культуры Российской Федерации (1997), Лауреат премии имени С. Чекмарёва (1991)[14].